# Rancure
Der Rancure ist ein Fluss in Frankreich der im Département Alpes-de-Haute-Provence in der Region Provence-Alpes-Côte d’Azur verläuft. Er entspringt zunächst unter dem Namen Ravin des Brandaires im Gemeindegebiet von Saint-Jeannet, knapp südlich des Col de l’Espinouse, entwässert generell Richtung West bis Südwest und mündet nach rund 24 Kilometern im Gemeindegebiet von Oraison als linker Nebenfluss in die Durance. Am westlichen Ortsrand von Oraison unterquert er einen Kraftwerkskanal der EDF und verläuft parallel zu ihm bis zu seiner Mündung. Der Kanal überquert die Durance mit Hilfe einer Trogbrücke.

## Orte am Fluss
- Tante Rose, Gemeinde Saint-Jeannet
- Le Castellet
- Oraison

## Hydrologie
Der Rancure ist ein Trockenfluss, der schon über Jahre auch im Winter kein Wasser mehr führt.